# Luis Fernández Ardavín
Luis Fernández Ardavín (Madrid, 16 de julio de 1892-Madrid, 17 de diciembre de 1962) fue un dramaturgo, poeta, periodista y guionista cinematográfico español, hermano del director de cine Eusebio Fernández Ardavín.

## Biografía
Nacido el 16 de julio de 1892 en Madrid, empezó prontamente a escribir en la prensa con versos y artículos. Su primer poemario fue Meditaciones y otros poemas (1913); siguieron Láminas de folletín y de misal (1920), La eterna inquietud, A mitad del camino etcétera. Poeta del modernismo, poseía gran facilidad para versificar; todo su teatro está escrito en un verso que sufre el influjo de Eduardo Marquina. Entre sus obras dramáticas destacan La vidriera milagrosa (1924), sobre Isabel de Hungría; La hija de la Dolores (1927), segunda parte del gran éxito de José Feliú y Codina; La florista de la reina (1939), y su mayor éxito, La dama del armiño (1922), donde se evoca el Toledo del siglo xvi al dramatizar el amor de la hija del Greco por un joven judío. El doncel romántico (1922), que revive el Madrid de Larra, fue mal recibido por la crítica. Cuentos del Abate, una colección de canciones suyas, fue musicada por Amadeo Vives. También cultivó el relato corto (El hijo) y trabajó como libretista de zarzuelas para los maestros Francisco Alonso (La Parranda, 1928), Amadeo Vives (El señor Pandolfo, 1916) y Federico Moreno Torroba (La Bejarana, La Caramba). Otras obras suyas son Flores y Blancaflor, Rosa de Francia, Estampas de la Pasión, Romance de Lola Montes y Cuento de aldea... Los guiones de cine que escribió fueron fundamentalmente adaptaciones de sus propias obras que dirigía su hermano, el director de cine Eusebio.
Presidió la Sociedad General de Autores de España desde 1952 hasta su muerte. Tradujo obras de Alfred de Musset, Balzac, Goethe y Sófocles. La crítica ha señalado los frecuentes anacronismos de sus dramas y el desequilibrio entre el propósito y el resultado final. Falleció en Madrid el 17 de diciembre de 1962.

## Obras

### Poesía
- Meditaciones (1913)
- Láminas de folletín y de misal (1920)
- La eterna inquietud.

### Teatro
- El delito, 1915, con Federico García Sanchiz.
- La campana (1919).
- La dama del armiño (1922).
- El doncel romántico (1922).
- El bandido de la Sierra (1923).
- La vidriera milagrosa (1924).
- La estrella de Justina (1925).
- El Deseo, 1925.
- La nave sin timón, 1925.
- Doña Diabla (1925).
- Rosa de Madrid, 1925.
- La hija de la Dolores (1927).
- Flores y Blancaflor, 1927.
- La Cantaora del puerto, 1927
- La Maja, 1928.
- Cuento de aldea, 1929.
- La Santa, 1929.
- La Espada del hidalgo, 1930.
- Los tres mosqueteros, 1930, con Valentín de Pedro.
- Han cerrado el portal, 1931.
- Las llamas del convento, 1932.
- Manon Lescaut, 1932, con Valentín de Pedro.
- Barrios bajos, 1932.
- Prostitución (1933).
- La florista de la Reina (1939).

### Zarzuelas
- El señor Pandolfo (1916), con música de Amadeo Vives.
- Balada de Carnaval, (1919), con la colaboración de J. Montero, con música de Amadeo Vives.
- La Bejarana, 1924, con música de Francisco Alonso.
- La Deseada, 1927, con la colaboración de Ceferino Palencia Tubau, con música de Francisco Alonso y Julio Gómez
- La Parranda, 1928, con música de Francisco Alonso.
- El Ama, 1933, con música de Jacinto Guerrero
- La carmañola, 1933, con música de Francisco Alonso.
- La Españolita, 1935, con la colaboración de Valentín de Pedro, con música de Jacinto Guerrero
- La Caramba, 1942, con música de Federico Moreno Torroba.

### Guiones
- El abanderado. (1943). De Eusebio Fernández Ardavín
- Forja de almas. (1943). De Eusebio Fernández Ardavín
- La dama del armiño. (1947). De Eusebio Fernández Ardavín
- Compadece al delincuente. (1960). De Eusebio Fernández Ardavín